# زیناب
زیناب یکی از روستاهای استان آذربایجان شرقی است که در دهستان سیس بخش مرکزی شهرستان شبستر واقع شده‌است.
روستای زیناب در مختصات جغرافیایی ۳۰″ ۵۲′ ۴۵°شرقی ۲۷″ ۹′ ۳۸°شمالی قرار دارد. این روستا دارای 1200 سکنه بوده و شغل اصلی مردم این روستا کشاورزی و دامداری است.
کلمه زیناب از دو کلمه "زینه" به اضافه "آب" تشکیل شده است. "زینه" در زبان ترکی به
معنی تراوش خود به خود آب بوده و ترکیب این دو کلمه با هم نشان دهنده پر آبی و جلگه بودن این روستا است که از قرار گرفتن مابین رشته کوه های میشو و دریاچه ارومیه مشهود است. با این حال، اکنون به دلیل خشک شدن آب دریاچه ارومیه و پایین رفتن سطح آب های زیرزمینی، این روستا با مشکل کم آبی مواجه است.
روستای زیناب در سالهای اخیر به عنوان روستایی پر از عروس خردسال مشهور شده است. 
شغل اکثر مردم روستا کشاورزی است. محصول اصلی نیز تا چند سال پیش پیاز و گوجه فرنگی بود که به دلیل کم آبی و همچنین عدم ثبات قیمت این محصولات، مردم روستا را مجبور به تغییر کشت در زمین های کشاورزی نمود. در حال حاضر سطح روستا پر از باغات و درختان میوه پوشانده است که محصول اصلی آن را نیز میوه جاتی از قبیل هلو، شلیل، زردآلو و سیب تشکیل می دهد.هلو های تولیدی این روستا به شدت معروف بوده و در انواع مختلفی به بازار عرضه می شود که انواع مختلفی دارد .